# 戴士堯
戴士堯（1973年2月5日—），台灣演員、歌手，新竹關西客家人。國立台灣藝術學院（現在改名為國立台灣藝術大學）戲劇學系畢業，曾拍過多部戲劇及出過數張客語專輯。

## 電視劇
- 三立台灣台
  - 2001年《隔壁親家》飾 蕭堂志
  - 2002年《戲說台灣－赤腳門神》飾 邪靈
  - 2002年《台灣霹靂火》飾 張志浩(殭屍)
  - 2004年《台灣龍捲風》飾 陳地瓜
  - 2005年《金色摩天輪》飾 趙金虎
  - 2007年《我一定要成功》飾 甘草
  - 2009年《天下父母心》飾 王喬治
  - 2010年《家和萬事興》飾 神經仔
  - 2012年《天下女人心》飾 邱顯佑

- 客家電視台
  - 《老嫩大細》 飾 劉金日
  - 《瀰濃戀情》 飾 邱新喜
  - 《鐵劭文》 飾 羅燦剛

- 公視
  - 2002年《寒夜》 飾 黃阿陵

- 三立都會台
  - 2007年《放羊的星星》 飾 老K

- 台視
  - 2002年《少年史艷文》 飾 藏鏡人
  - 2012年《女人花》飾 阿蛇

- 廈門衛視
  - 《歡天喜地》 飾 施俊杰

- 民視
  - 2011年《廉政英雄》第一單元：飆速100 飾 羅信文
  - 2012年《廉政英雄》第十四單元：淨鹽行動 飾 歐永福
  - 2023年《市井豪門》 飾 王阿虎

## 電影
- 《大尾鱸鰻》飾 開場老大

## 唱片
- 玩樂俱樂部
- 夢想愛‍

## 主持
- 客家電視台
- 客家玩透透
- 家有寶貝